# تپه مرنجان
تپهٔ مرنجان تپه‌ای است که در شهر کابل و در همسایگی ارگ ریاست‌جمهوری افغانستان جای گرفته‌است. از آن‌جا که آرامگاه محمد نادر شاه پادشاه پیشین افغانستان و برخی از کشته‌شدگان حزب دموکراتیک خلق افغانستان در این مکان جای گرفته است، به نام‌های تپهٔ نادرخان و تپهٔ شهدا نیز خوانده می‌شود.
همچنین آمده‌است که نرنجان سنگ از هندی‌های افغانستان در جمله هیئات افغانی در دوران زمامداری امیر امان‌الله خان به هند فرستاده شد. امان‌الله خان این تپه و چمنزار کناری آن را به وی بخشید که بعدها این تپه به نام نرنجان خوانده شد و با گذشت زمان نرنجان به مرنجان تبدیل شد.